# ناور (تشالدران)
ناور (بالفارسية: ناور) هي منطقة سكنية تقع في قسم تشالدران الجنوبي الريفي (مقاطعة تشالدران) في إيران. يقدر عدد سكانها بـ 560 نسمة .